# Relais 4 × 100 mètres féminin aux Jeux olympiques d'été de 1988 (athlétisme)
Pour un article plus général, voir Athlétisme aux Jeux olympiques d'été de 1988.
Navigation
Los Angeles 1984 Barcelone 1992
L'épreuve du relais 4 × 100 mètres féminin aux Jeux olympiques de 1988 s'est déroulée du 30 septembre au 1er octobre 1988 au Stade olympique de Séoul, en Corée du Sud. Elle est remportée par l'équipe des États-Unis (Alice Brown, Sheila Echols, Florence Griffith-Joyner et Evelyn Ashford).

## Résultats

### Finale
| Rang               | Athlète                                                                      | Pays                 | Temps   |
| ------------------ | ---------------------------------------------------------------------------- | -------------------- | ------- |
| Médaille d'or      | Alice Brown Sheila Echols Florence Griffith-Joyner Evelyn Ashford            | États-Unis           | 41 s 98 |
| Médaille d'argent  | Silke Möller Kerstin Behrendt Ingrid Auerswald Marlies Göhr                  | Allemagne de l'Est   | 42 s 09 |
| Médaille de bronze | Lyudmila Kondratyeva Galina Malchugina Marina Zhirova Natalya Pomoshchnikova | Union soviétique     | 42 s 75 |
| 4                  | Sabine Richter Ulrike Sarvari Andrea Thomas Ute Thimm                        | Allemagne de l'Ouest | 42 s 76 |
| 5                  | Zvetanka Ilieva Valya Demireva Nadeyda Gueorguieva Yordanka Donkova          | Bulgarie             | 43 s 02 |
| 6                  | Joanna Smolarek Jolanta Janota Ewa Pisiewicz Agnieszka Siwek                 | Pologne              | 43 s 93 |
| 7                  | Françoise Leroux Muriel Leroy Laurence Bily Patricia Girard                  | France               | 44 s 02 |
| 8                  | Ethlyn Tate Grace Jackson Juliet Cuthbert Merlene Ottey                      | Jamaïque             | DNS     |

## Légende
Records et Performances
- AR : Record continental (area record)
- CR : Record des championnats (championship record)
- MR : Record du meeting (meet record)
- NR : Record national (national record)
- OR : Record olympique (olympic record)
- PR : Record paralympique (paralympic record)
- PB : Record personnel (personal best)
- SB : Meilleure performance personnelle de la saison (season's best)
- WL : Meilleure performance mondiale de l'année (world leader)
- WJR : Record du monde junior (world junior record)
- WR : Record du monde (world record)

Circonstances et Conditions
- DNF : N'a pas terminé (did not finish)
- DNS : N'a pas pris le départ (did not start)
- DQ : Disqualification (disqualification)
- NM : Aucun essai valable enregistré (No Mark)
- Q : Qualifié « directement » au prochain tour (ou à la prochaine compétition), lors d'une compétition majeure, grâce au classement ou à la réalisation des minima (automatic qualifier)
- q : Qualifié au prochain tour (ou à la prochaine compétition), lors d'une compétition majeure, grâce au repêchage ou à la réalisation de l'une des meilleures performances parmi celles des « non qualifiés directement » (grâce au meilleur temps ou à la meilleure distance par exemple) (secondary qualifier)